# Gand-Wevelgem 1979
La Gand-Wevelgem 1979, quarantunesima edizione della corsa, si svolse il 4 aprile su un percorso di 252 km, con partenza a Gand e arrivo a Wevelgem. Fu vinta dall'italiano Francesco Moser della Sanson-Luxor TV davanti al belga Roger De Vlaeminck e all'olandese Jan Raas. Fu la prima vittoria di un ciclista italiano nella storia della competizione. 

## Ordine d'arrivo (Top 10)
| Pos. | Corridore          | Squadra                    | Tempo    |
| ---- | ------------------ | -------------------------- | -------- |
| 1    | Francesco Moser    | Sanson-Luxor TV            | 5h48'00" |
| 2    | Roger De Vlaeminck | Gis Gelati                 | s.t.     |
| 3    | Jan Raas           | Ti-Raleigh-Mc Gregor       | s.t.     |
| 4    | Marc Demeyer       | Flandria-Ca va Seul-Sunair | s.t.     |
| 5    | Henk Lubberding    | Ti-Raleigh-Mc Gregor       | s.t.     |
| 6    | Daniel Willems     | Ijsboerke-Warncke Eis      | a 31"    |
| 7    | Willy Teirlinck    | KAS                        | s.t.     |
| 8    | Bernard Hinault    | Renault-Gitane             | s.t.     |
| 9    | Fons van Katwijk   | Marc Zeep Savon-Superia    | s.t.     |
| 10   | Hennie Kuiper      | Peugeot-Esso-Michelin      | s.t.     |